# يورن جونسون
يورن جونسون (بالنرويجية البوكمول: Jørn Johnson)‏ (مواليد 26 نوفمبر 1971) هو ملاكم نرويجي، مثّل بلاده في الألعاب الأولمبية الصيفية 1996.

## روابط خارجية
يورن جونسون على موقع أوليمبيديا (الإنجليزية)